# The Baseballs
The Baseballs sind eine 2007 in Berlin gegründete Band, die sowohl im Rock-’n’-Roll-Stil covert, als auch eigene Lieder in diesem Stil schreibt.

## Geschichte
Die drei Bandmitglieder – Sam aus Reutlingen, Digger aus Rheine im Münsterland und Basti aus Magdeburg – lernten sich in der Gemeinschaftsküche eines Proberaumkomplexes in Berlin kennen und gründeten die Band nach einigen gemeinsamen Proben. Bei ihren Auftritten und im Studio werden die drei Sänger von ihrer vierköpfigen Live-Band (Klavier, Gitarre, Schlagzeug, Kontrabass) unterstützt.
Nach ersten Studioaufnahmen im Spätsommer 2007 erhielten sie im Oktober 2008 einen Plattenvertrag beim Major Label Warner Music Germany. Das Debütalbum wurde vom Berliner Produzententeam JMC Music produziert. Am 1. Mai 2009 erschien ihre erste Single „Umbrella“, eine Coverversion des Nummer-eins-Hits von Rihanna, die sich in den deutschen Single-Charts platzieren konnte. Das Debütalbum Strike erschien Mitte Mai, stieg in Deutschland auf Platz 6 ein und erreichte in der Schweiz sogar Platz 2 der Albumhitparade. Außer in den deutschsprachigen Ländern waren sie in den verbleibenden Teilen von Europa sehr erfolgreich. In Finnland erreichten sowohl Umbrella als auch das Album Anfang November Platz 1 der jeweiligen Charts. Die Single wurde in Finnland mit Platin dekoriert. Auch in Schweden und Norwegen stieg ihr Album im Januar bzw. Februar 2010 auf Platz 1 der Charts. Neben Dreifachplatin in Finnland erreichten sie auch Platin in der Schweiz, in Schweden und in Norwegen. Am 29. Januar 2010 traten sie in der norwegisch-schwedischen Talkshow Skavlan auf.
Am 4. Februar 2010 wurden The Baseballs mit dem Emma Award, der höchsten Auszeichnung der finnischen Musikwelt, für das bestverkaufte Album 2009 ausgezeichnet. Genau einen Monat später, am 4. März 2010, gewannen sie den deutschen Musikpreis Echo in der Kategorie „Newcomer National“.
Im Frühjahr 2010 wurde das Album Strike in weiteren europäischen Ländern veröffentlicht. Es erreichte unter anderem Platz 1 in Belgien und Platz 2 in den Niederlanden. Am 12. Januar 2011 gewannen The Baseballs den EBBA (European Border Breaker Awards) und den Public Choice Award.
Im April 2011 erschien das zweite Album Strings ’n’ Stripes zuerst in Finnland und Norwegen, später auch in Deutschland und anderen europäischen Ländern. In Deutschland stieg das Album auf Platz 5 der Charts. Ab Ende September bis Anfang November spielten The Baseballs eine ausverkaufte Europa-Tournee.
Am 1. August 2011 veröffentlichten The Baseballs mit der Herstellerfirma General Mills des Speiseeises Häagen-Dazs im Rahmen einer Werbekampagne mit Cosma Shiva Hagen einen eigens für die Kampagne geschriebenen Titel mit dem Namen Wha Wha. Dieser ist frei verfügbar und konnte kostenlos von der deutschen Seite der Marke Häagen-Dazs heruntergeladen werden.
Im Rahmen der Strings-’n’-Stripes-Tournee wurde am 28. Februar 2012 im Kölner E-Werk ein Konzert-Mitschnitt gemacht, welcher am 25. Mai als CD, DVD und Blu-ray veröffentlicht wurde.
2013 wirkten The Baseballs bei DJ BoBos Album Reloaded mit. Sie nahmen mit ihm eine neue Version des Sommerhits Chihuahua auf.
Am 13. März 2014 nahmen The Baseballs mit Mo Hotta Mo Betta und Goodbye Peggy Sue am Vorentscheid zum Eurovision Song Contest teil. Jedoch schafften sie es dort nicht über die erste Votingrunde hinaus, in der sie Mo Hotta Mo Betta sangen.
Am 28. März 2014 erschien Game Day, ihr erstes Album auf dem erstmals hauptsächlich selbstgeschriebene Songs enthalten sind, darunter Mo Hotta Mo Betta und Goodbye Peggy Sue.
2016 erschien mit Hit Me Baby… ein weiteres Album mit Coverversionen bekannter Girlies, Girl- und Boygroups der 1990er Jahre.
2017 erschien das erste Best-Of Album der Band unter dem Titel The Sun Session. Dafür hatte die Band ihre größten Hits und vier neue Songs im legendären Sun Studio in Memphis, Tennessee aufgenommen.
2021 veröffentlichte die Band bereits ihr 7. Studioalbum Hot Shots, auf dem vor allem Songs der 1980er Jahre gecovert wurden, darunter mit Rock Me Amadeus (Falco) und Mambo (Herbert Grönemeyer) auch zwei deutschsprachige.
Am 15. Juli 2023 gab Digger (Rüdiger Brans) bekannt, dass er The Baseballs verlässt. Sam (Sven Budja) und Basti (Sebastian Rätzel) werden die Band fortführen.

## Diskografie
Studioalben

| Jahr | Titel Musiklabel                       | Höchstplatzierung, Gesamtwochen, AuszeichnungChartplatzierungen (Jahr, Titel, Musiklabel, Platzierungen, Wochen, Auszeichnungen, Anmerkungen) | Höchstplatzierung, Gesamtwochen, AuszeichnungChartplatzierungen (Jahr, Titel, Musiklabel, Platzierungen, Wochen, Auszeichnungen, Anmerkungen) | Höchstplatzierung, Gesamtwochen, AuszeichnungChartplatzierungen (Jahr, Titel, Musiklabel, Platzierungen, Wochen, Auszeichnungen, Anmerkungen) | Höchstplatzierung, Gesamtwochen, AuszeichnungChartplatzierungen (Jahr, Titel, Musiklabel, Platzierungen, Wochen, Auszeichnungen, Anmerkungen) | Anmerkungen                                              |
| Jahr | Titel Musiklabel                       | DE | AT | CH | UK | Anmerkungen                                              |
| ---- | -------------------------------------- | --- | --- | --- | --- | -------------------------------------------------------- |
| 2009 | Strike! Warner Music (WMG)             | DE6 Platin · (54 Wo.)DE | AT5 Gold · (54 Wo.)AT | CH2 Platin · (102 Wo.)CH | UK4 Gold · (10 Wo.)UK | Erstveröffentlichung: 15. Mai 2009 Verkäufe: + 556.977   |
| 2011 | Strings ’n’ Stripes Warner Music (WMG) | DE5 Gold · (26 Wo.)DE | AT3 (18 Wo.)AT | CH1 (28 Wo.)CH | UK74 (1 Wo.)UK | Erstveröffentlichung: 15. April 2011 Verkäufe: + 100.000 |
| 2014 | Game Day Warner Music (WMG)            | DE22 (5 Wo.)DE | AT17 (5 Wo.)AT | CH5 (14 Wo.)CH | — | Erstveröffentlichung: 28. März 2014                      |
| 2016 | Hit Me Baby… Warner Music (WMG)        | DE9 (4 Wo.)DE | AT8 (5 Wo.)AT | CH4 (8 Wo.)CH | — | Erstveröffentlichung: 9. September 2016                  |
| 2021 | Hot Shots Elektrola (UMG)              | DE13 (2 Wo.)DE | AT27 (1 Wo.)AT | CH7 (6 Wo.)CH | — | Erstveröffentlichung: 28. Mai 2021                       |
| 2024 | That’s Alright Madizin Music (RTD)     | — | — | — | — | Erstveröffentlichung: 27. September 2024                 |

## Auszeichnungen
- 2009: Emma Award in der Kategorie Bestverkauftes Album
- 2010: Echo Pop in der Kategorie Newcomer National
- 2011: EBBA (European Border Breaker Award)
- 2011: Public Choice Award
- 2011: Echo Pop in der Kategorie Bester Nationaler Act im Ausland
- 2014: Napster Fanpreis Award in der Kategorie Beste Band